# Vangjel Dule
Vangjel Dule (gr. Ευάγγελος Δούλες, Evangelos Doules; ur. 18 listopada 1968 w Gjirokastrze) – albański polityk narodowości greckiej, deputowany do Zgromadzenia Albanii z ramienia Demokratycznej Partii Albanii i wcześniej Partii Unii na rzecz Praw Człowieka, której jest przewodniczącym.

## Życiorys
W wyborach parlamentarnych z 2001 roku uzyskał mandat do Zgromadzenia Albanii jako reprezentant Partii Unii na rzecz Praw Człowieka, skutecznie ubiegał się o reelekcję w wyborach parlamentarnych w latach 2005, 2009, 2013 i jako reprezentant Demokratycznej Partii Albanii w 2017 roku.
Od 23 września 2002 do 10 stycznia 2006 i od 22 stycznia 2007 do 25 stycznia 2010 był członkiem Zgromadzenia Parlamentarnego Rady Europy.
Deklaruje znajomość języka angielskiego.